# Jean Barnabe
Jean Barnabe (ur. 3 marca 1949 w Léopoldville) – kolarz szosowy z Demokratycznej Republiki Konga, uczestnik letnich igrzysk olimpijskich.
Barnabe wraz z czterema innych kolarzami szosowymi jako pierwszy w historii reprezentował Demokratyczną Republikę Konga na letnich igrzyskach olimpijskich podczas igrzysk 1968 w Meksyku. Wystartował w jeździe drużynowej na czas razem z Constantinem Kabembą, Samuelem Kibambą i François Ombanzim. Kongijczycy zajęli wówczas ostatnie miejsce spośród 30. reprezentacji. Barnabe brał także udział w wyścigu indywidualnym ze startu wspólnego, którego nie ukończył.